# منجم الحجار (السعودية)
منجم الحجار يقع منجم الحجار في محافظة بيشة منطقة عسير جنوب المملكة العربية السعودية وهو على بعد 710 كم إلى الجنوب الشرقي من الرياض. المنجم أحد مناجم شركة التعدين العربية السعودية ويقوم بإنتاج الذهب والفضة والنحاس والزنك.

## جولوجية المنجم
تتميز مواقع التعدين في الحجار بشدة تعرضها للأكسدة والتحول، وقد وجد أن أعلى نسبة لوجود الذهب هي في منطقة التأكسد السطحية، حيث يحتوي على حبيبات دقيقة من الذهب الحر بمتوسط 1-15 ميكرون بين حبيبات الكوارتز والمصاحبة لأكاسيد الحديد والجروسيت، الفضة توجد على هيئة أرجينتوجروسيت وكذلك توجد مصاحبة للذهب على هيئة فلز حر. وأجريت العديد من الاختبارات على الخام باستخدام طريقة استخلاص الذهب بطريقة الغسل الرذاذي للخام باستخدام السيانيد للمواد والركام الناتج من عمليات الحفر اللبي وحفر الخنادق وكذلك ألف طن من الصخر السليسي وأعطت نسب الذهب بين 72-92% ونسب الفضة بين 10-15%.
يعتقد بأن وجود الذهب في المنطقة المؤكسدة يعود إلى العمليات الكيميائية التي تتولى إزاحة المعادن الغثة والكبريتيدات وتركز الذهب في المنطقة المؤكسدة. ويعتمد على عدة عوامل مختلفة منها نوع الصخر، ونوع المحاليل الحرمائية، ودرجة تشقق الصخر، ونوع الكبريتيدات الموجودة ومستوى سطح الماء. وتظهر أهمية منجم الحجار في أن تمعدن الذهب يتركز بشكل كبير في المنطقة المتأكسدة ويوجد على هيئة طليقة ملتصقاً بحبيبات السليكا وأكاسيد الحديد. وقدر احتياطي الخام بحوالي 3,5 مليون طن تحتوي على 3,5جم/طن ذهب، 38جم/طن فضة، وبلغ إنتاج الذهب في العام 2008م حوالي 23,300 أونصة ذهب وحوالي 97,899 أونصة فضة.

## الإنتاج
تم تشغيل المنجم عام 2001م، ثم توقفت عمليات التعدين في منجم الحجار في عام 2006م عقب نضوب احتياطيات خام المنجم المكشوف، وتقوم شركة معادن السعودية حاليًا على تنقيب واستخراج النحاس والزنك. يحتوي المنجم على مرفق للغسيل والترشيح وذلك بإعادة معالجة المواد المجمعة والمغسولة مسبقاً والتي لم يستخلص الذهب منها بنسبة عالية من قبل. بلغ إنتاج الذهب خلال العام 2007م حوالي (16.128) أونصة وحوالي (111.916) أونصة من الفضة.